# August Baeyens
August Louis Baeyens (Antwerpen, 5 juni 1895 – aldaar, 17 juli 1966) was een Belgisch violist en componist.
Hij werd geboren in het gezin van winkelier Petrus Josephus Bayens en Petronella Goormans. August Baeyens studeerde notenleer, altviool, harmonie en contrapunt aan het Koninklijke Conservatorium van Antwerpen bij August De Boeck en Napoleon Distelmans. In 1911 ving hij zijn muzikale loopbaan aan als altviolist in het orkest van de toenmalige Franse Opera te Antwerpen, waar hij musiceerde tot in 1932. Daarnaast speelde hij ook in een aantal andere Antwerpse orkesten en speelde hij in bioscooporkesten die stomme films opluisterden. In 1927 richtte de componist samen met enkele vrienden het Kamermuziekgezelschap van Antwerpen op, waarmee hij een ruim aanbod aan hedendaagse muziek tot klinken bracht. Dit gezelschap bestond tot in 1932, maar moest opdoeken vanwege financiële moeilijkheden. 
Van 1932 tot 1944 was Baeyens aangesteld als secretaris aan de Koninklijke Vlaamse Opera van Antwerpen, waar hij in 1944 directeur werd. Hij werd echter ontslagen in 1948 vanwege zijn onconventionele programmeeractiviteiten, maar werd in 1953 terug in dienst genomen. Ditmaal hield hij zich meer op de achtergrond om in 1958 uiteindelijk zelf terug ontslag te nemen om zich volledig aan het componeren te kunnen wijden. De laatste vijf jaar leed Baeyens echter aan een slepende ziekte, die hem ten slotte finaal werd op 17 juli 1966.
Als componist was Baeyens grotendeels autodidact. Baeyens componeerde symfonische werken, kamermuziek, pianomuziek, liederen, cantates, radiomuziek en opera’s. Hij begon reeds op vroege leeftijd te componeren: deze eerste werken waren nog zeer postromantisch van aard. Later verkende hij het Europese muzikale landschap en begon zijn werk vernieuwende tendensen te vertonen, zoals bijvoorbeeld in zijn Diogenes (1920), een pianowerk zonder maatstrepen. Tijdens de periode van het Antwerpse Kamergezelschap begon de componist een eigen stijl te ontwikkelen, die vanaf 1948 culmineerde in een persoonlijke taal waarin hij wel vast blijft houden aan klassieke schema’s, maar vrij omgaat met de invulling van deze structuren. Met collega-componisten Edouard Léon Théodore Mesens, Karel Albert, Georges Monier, Hervé Claus, Jules Grien en Lode Vets vormde hij "Group des Sept" (tegenover de Franse Groupe des Six). Invloeden kwamen van Erik Satie en Arnold Schönberg.

## Werkselectie
Theater
- De dode Dichter, ballet (1920)
- Liefde en de Kakatoes, grotesque in 1 act voor solisten en orkest (1928)
- Coriolanus, opera voor radio (1941); libretto naar William Shakespeare
- De ring van Gyges, opera (1943)
- De triomferende min, opera (1948); naar de opera van Carolus Hacquart uit 1678
- Zwarte viooltjes (1937, operette , librettist August Monet)

Orkest
- Entrata (1917)
- Niobe (1918)
- Symfonie nr. 1 (1923)
- Vier kleine orkeststukken (1923)
- Arlekijn (Arlequin) voor kamerorkest (1924)
- Kyklopen (Cyclopes) (1925)
- Sinfonia breve voor klein orkest, Op. 24 (1928)
- Symfonie nr. 2 in F (1939)
- Symfonie nr. 3 in C (1949)
- Arkadia (Arcadia), kamersymfonie voor 19 solisten (1951)
- Symfonie nr. 4 (1952)
- Notturno (1953)
- Symfonie nr. 5 (1954)
- Symfonie nr. 6 in D (1955)
- Symfonie nr. 7 in een beweging (1958)
- Symfonie nr. 8 (1961)

Concertante
- Notturno voor klarinet, fagot, strijkorkest en bass drum (1925)
- Concerto voor altviool en orkest, Op. 54 (1956)
- Concerto voor trompet en orkest (1959)
- Concerto voor hoorn en orkest (1960)
- Rhapsodie voor klarinet en orkest (1966)

Kamermuziek
- Strijkkwartet nr. 1 (1922)
- Goudoogs verhaal voor viool en piano (1924)
- Strijkkwartet nr. 2 (1925)
- Strijkkwartet nr. 3 (1927)
- Strijkkwartet nr. 4 in G (1949)
- Woodwind Quintet (1950)
- Strijkkwartet nr. 5 (1951)
- Concertino voor hobo, klarinet en fagot (1951)
- Piranesi-Suite voor fluit en cello (1951)
- Sonate voor viool en piano (1952)
- Strijkkwartet nr. 6 (1962)
- Etude No. 14 voor pauk en piano (1965)

Piano
- Diogenes (1920)
- Jazz fantasie (1926)
- Sonate in A (1930)

Vocaal
- Drie kwartijnen voor bariton en chamber orkest (1924)
- Trois mélodies voor bariton en piano (1927)
- Drie Van Ostaijenliederen (1930); tekst van Paul van Ostaijen
- La sonate d'amour voor vertellers en orkest (1934)
- Een somber drinklied voor bariton en orkest (1938)
- Vanwaar ken ik uw gelaat voor medium stem en orkest (1938)
- Drie liederen (3 Songs) (1938)
- Klein gebed voor medium stem en piano (1938)
- Mystiek voor medium stem en orkest (1938)
- Examen troost voor medium stem en piano (1948)
- Thanatos' avondlied voor bas-bariton en orkest (1948)
- Barabbas voor verteller en orkest (1949)
- De nachtegale voor medium stem en piano (1950)
- Piranesi voor 10 vertellers, fluit en cello (1950)
- Sonnet waermede den Lentman voor bas-bariton en orkest (1950)
- Scherzo voor sopraan en orkest (1951)
- Vijf gedichten uit French en andere Cancan voor medium stem en piano (1951)

Koor
- Lofzang aan de haven, cantate voor verteller, koor en orkest (1929)
- Sonatine voor tweedelig koor a capella (1933)

- Bibliothèque nationale de France: cb16747104c (data)
- Gemeinsame Normdatei: 103866574
- International Standard Name Identifier: 0000 0003 7402 5684
- Library of Congress Control Number: nr89003748
- MusicBrainz: 41122a76-3550-437f-b2d2-3d48fc8296bd
- Nationale Bibliotheek van Israël: 987012503067105171
- SNAC: w6sk3p98
- Virtual International Authority File: 27489750
- WorldCat: E39PBJB8vgBKTjd8FV78ddmyBP